# Покоління X
Генерація X — вислів, який вживають для опису покоління людей, що народилося після піку демографічного вибуху, який стався після Другої світової війни, особливо в Північній Америці. Точні демографічні межі «Генерації X» не визначені: осіб, що народилися між 1963—1975 роками, за іншими джерелами — з 1965 по 1979 рік, вважають «людьми Х» ("Gen X'ers"), хоча більшість вживає цей термін для опису всіх тих, кому було близько двадцяти років протягом 1990-х років. Термін вживають у демографії, соціальних науках і маркетингу, хоча найчастіше його використовують у популярній культурі. Вплив покоління на попкультуру почався в 1980-х і сягнув найбільшої сили в 1990-х роках. 

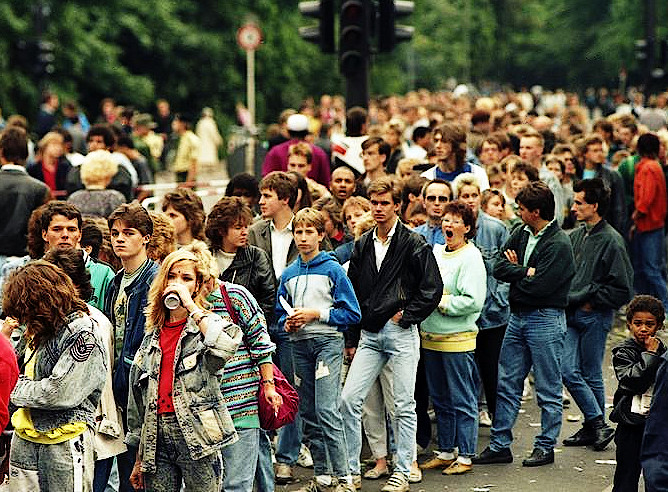
Червень 1988, Берлін, молоді люди чекають, коли їх запросять на концерт Майкла Джексона.

Хоча вислів «Генерація X» з'являється ще в 1960-х роках, він був популяризований Дугласом Коплендом у романі 1991 року «Генерація Х: Казки для Акселерованої Культури» («Generation X: Tales for an Accelerated Culture»), у якому Копленд описав муки тих, хто народився приблизно між 1960 і 1965 роками, хто, хибно віднесений до «покоління Демографічного Вибуху», не відчував зв'язку з його культурними іконами. У баченні Копленда, «X» у «генерації X» означав безіменність покоління, що прийшло до усвідомлення свого існування як окремої групи, однак почувалося карликом, затіненим «поколінням Вибуху». Потім термін став загальнішим, описуючи більшу кількість людей. Його присвоїли поколінню, що ішло услід за «дітьми Вибуху» і почали використовувати маркетологи протягом 1990-х років, щоб позначити потенційних покупців, яким на той час було близько двадцяти років.
«Генерацію X» також описують як покоління, що складається з людей, які були підлітками в 1980-х роках. Це означення не залучає найстарших і наймолодших «людей Х», яких називають по-іншому. Кемерон Кроув, кінорежисер, навчаючись у коледжі у 1980 році, провів дослідження нового покоління коледжу, яке було першим, що вивчало В'єтнамську війну просто як черговий урок історії та нічого більше. Це нове покоління не боялося призову до армії, що був скасований, коли вони були в початковій школі. Вони також слухали нову музику, new wave, і мали своїх рок-зірок, які були на вершинах рейтингів у пізніх 1970-х — The Pretenders, The Cars, Blondie і Devo. Кемерон Кроув назвав свою книгу, видану в 1981 році, ««Круті часи в «Ріджмонт-Гай»» («Fast Times at Ridgemont High»), за яким у 1982 році вийшов однойменний фільм. Ті, хто був у коледжі на початку 1980-х, були першими «людьми Х», яких описав Кемерон Кроув. На жаль, ці перші «люди Х» також мали своїх перших — вони були першими, хто мав відвідувати коледж на початку ВІЛ/СНІД-епідемії. ВІЛ почав з'являтися на перших сторінках газет у 1983 році, нагадуючи «поколінню Х», що «вільне кохання» («free love»), яким насолоджувалися студенти коледжу «покоління Вибуху», було в минулому. Або ж як один з «людей Х» це підсумував: 
| Покоління вибуху мало секс, наркотики і рок-н-рол (sex, drugs and rock-and-roll). Ми маємо ВІЛ, неоконсерватизм і new wave. |
Головними рисами молодих людей початку 1990-х рр. були відсутність оптимізму і впевненості у завтрашньому дні, самовпевненість, абсолютний нігілізм і відкидання всіх колишніх догм. Вони цінували гучну музику, яка була сповнена агресії та повної свободи самовираження. Це був підсумок, навіяний панк-роком 1970-х і геві-металом 1970-х і 80-х років. Культовим гуртом стала «Нірвана», що грала в стилі ґрандж.
Інший опис «покоління X» торкається періоду переходу (1945—1990) від закінчення Другої світової війни та відмови від колоніального імперіалізму до падіння Берлінської стіни і кінця Холодної війни. Перехід від колоніалізму до глобалізації виділяють для того, щоб відділити «людей Вибуху» від «Baby Busters», підпокоління «генерації Х», яке сформоване найпершими «людьми Х».

## Мистецтво і культура

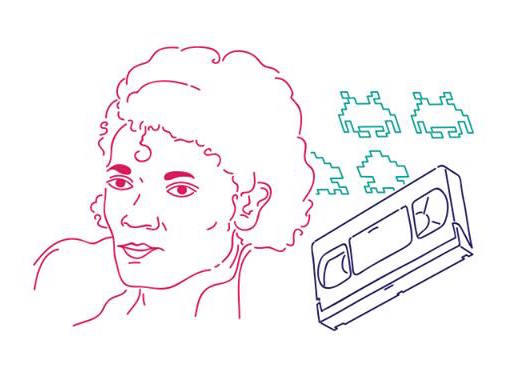
Ця ілюстрація показує три культурні символи Покоління X: співак Майкл Джексон, який домінував у поп-чартах 1980-х; персонажі-прибульці з популярної аркадної відеогри Space Invaders; та відеокасета, яка здійснила революцію в домашніх розвагах, дозволивши телеглядачам записувати передачі та дивитися записані фільми вдома.

### Музика
Покоління X було першою когортою на Заході, яка дорослішала разом з MTV. Вони були першим поколінням, яке підлітками спостерігало появу музичних відео, через що їх іноді називають Покоління MTV. Представники Покоління X були відповідальні за рух альтернативного року 1990-х і 2000-х років, включаючи піджанр грандж. Хіп-хоп також описується як визначальна музика цього покоління, особливо такі виконавці як Тупак Шакур, N.W.A. та The Notorious B.I.G.

#### Панк-рок

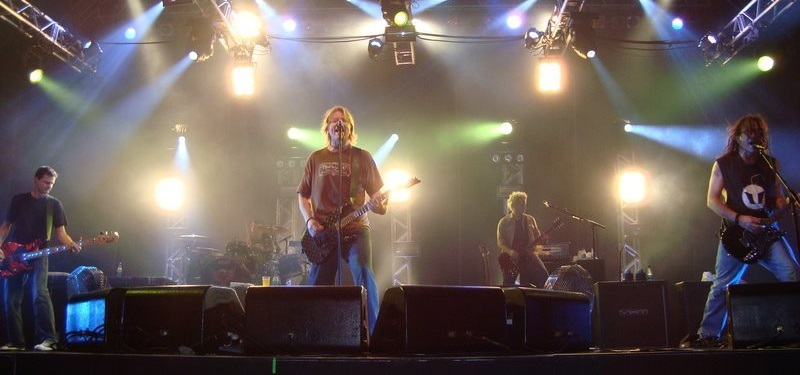
The Offspring виступають у 2008 році в Форталезі, Бразилія

З 1974 по 1976 рік з'явилося нове покоління рок-гуртів, включаючи Ramones, Johnny Thunders and the Heartbreakers та the Dictators в Нью-Йорку; Sex Pistols, The Clash, The Damned та Buzzcocks у Великій Британії; та The Saints у Брисбені, Австралія. До кінця 1976 року ці гурти загалом визнавалися як авангард "панк-року", і коли наближався 1977 рік, панк-рок став важливим і вкрай суперечливим культурним явищем у Великій Британії. Він породив панк-субкультуру, яка виражала молодіжний бунт, що характеризувався особливими стилями одягу та прикрас (від навмисно образливих футболок, шкіряних курток, заклепаних або шипованих браслетів та прикрас до одягу в стилі бондажу та S&M) та різноманітними антиавторитарними ідеологіями, які відтоді асоціюються з цією формою.
До 1977 року вплив панк-року та його субкультури став більш поширеним, розповсюджуючись по різних країнах світу. Він зазвичай укорінювався в локальних сценах, які мали тенденцію відкидати приналежність до мейнстріму. У кінці 1970-х панк пережив свою другу хвилю. Гурти, які не були активними протягом його формативних років, перейняли цей стиль. Хоча спочатку панк-музиканти самі не були представниками Покоління X (багато з них були пізніми бумерами або належали до Покоління Джонс), фанатська база панку ставала все більше орієнтованою на Покоління X, коли найперші представники цього покоління входили в підлітковий вік, і тому він залишив значний відбиток на цій когорті.
До 1980-х років швидші та агресивніші піджанри, такі як хардкор-панк (наприклад, Minor Threat), стріт-панк (наприклад, the Exploited, NOFX) та анархо-панк (наприклад, Subhumans) стали переважаючими формами панк-року. Музиканти, які ідентифікували себе з панком або були натхненні ним, часто пізніше рухалися в інших музичних напрямках, що призвело до широкого спектру відгалужень. Цей розвиток дав початок таким жанрам як пост-панк, нова хвиля і пізніше інді-поп, альтернативний рок та нойз-рок. Представники Покоління X вже не були просто споживачами панку, вони також стали його творцями. До 1990-х років панк-рок повернувся до мейнстріму. Панк-рок та поп-панк гурти з учасниками Покоління X, такі як Green Day, Rancid, The Offspring та Blink-182, принесли широку популярність цьому жанру.

#### Пост-панк
Енергія, породжена панк-рухом, запустила подальше поширення еклектичних пост-панк субкультур, що охоплювали нову хвилю, готику тощо, і вплинула на нових романтиків.

#### Грандж

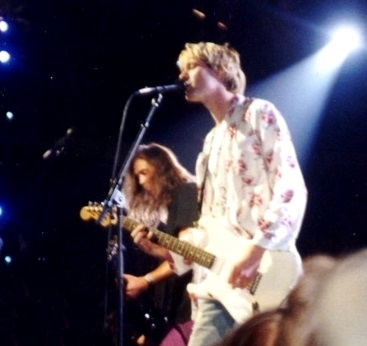
Вокаліст Nirvana Курт Кобейн (на фото 1992 року) був названий "голосом Покоління X" у 1990-х роках, граючи для цієї демографічної групи ту ж роль, яку Боб Ділан та Джон Леннон грали для бебі-бумерів у 1960-х.

Помітним прикладом альтернативного року є грандж та пов'язана з ним субкультура, що розвинулася в Тихоокеанському Північному Заході США. Тексти гранджу називали "продуктом невдоволення Покоління X". Vulture писав, "найкращі гурти виникли з нудьги дітей з ключем на шиї". Продюсер Джек Ендіно сказав: "Люди робили записи виключно щоб догодити собі, бо не було кому іншому догоджати".
Тексти пісень гранжу зазвичай похмурі, нігілістичні, сповнені душевного болю та страждань. Вони часто стосуються таких тем, як соціальне відчуження, відчай та апатія. The Guardian писав, що гранж "не переробляв банальні кліше, а торкався вагомих тем". Теми текстів гранжу включають бездомність, самогубство, зґвалтування, розбиті сім'ї, наркотичну залежність, ненависть до себе, мізогінію, домашнє насильство та пошук "сенсу в байдужому всесвіті". Тексти гранжу, як правило, інтроспективні та мають на меті дозволити слухачеві зазирнути у приховані особисті проблеми та дослідити розбещеність. Відомі гранж-гурти включають Nirvana, Pearl Jam, Alice in Chains, Stone Temple Pilots та Soundgarden.

#### Хіп-хоп

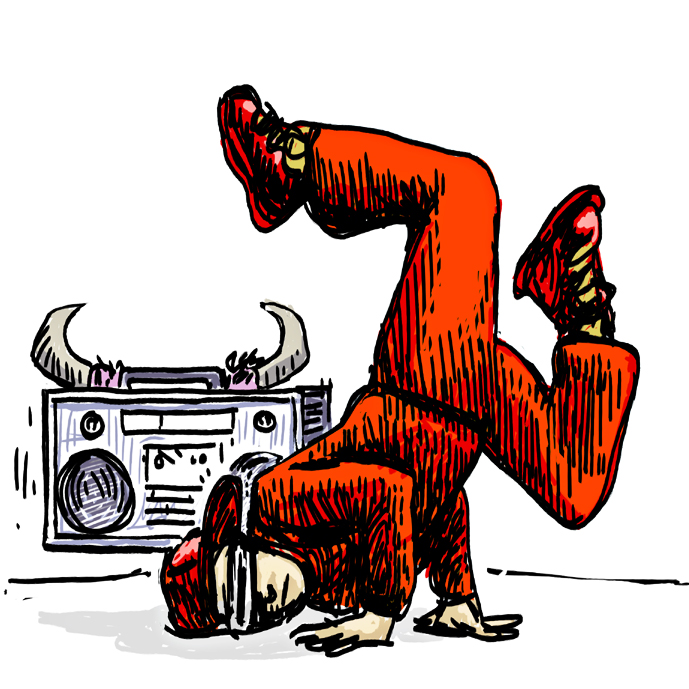
Цей малюнок зображує танцюриста епохи 1980-х років, який виконує брейкданс, афроамериканську форму танцю, яка була ключовою частиною хіп-хоп культури.

Золотий вік хіп-хопу відноситься до хіп-хоп музики, створеної з середини 1980-х до середини 1990-х років, зазвичай виконавцями, що походять з Нью-Йоркської столичної області. Музика характеризується своєю різноманітністю, якістю, інноваційністю, та впливом після появи та становлення жанру в попередньому десятилітті. Воно має різноманітну тематику, тоді як музика є експериментальною, а семплінг еклектичним. 
Виконавці, пов'язані з цією епохою, включають LL Cool J, Run–D.M.C., Public Enemy, Beastie Boys, KRS-One, Eric B. & Rakim, De La Soul, Big Daddy Kane, EPMD, A Tribe Called Quest, Wu-Tang Clan, Slick Rick, Ultramagnetic MC's та Jungle Brothers. Релізи цих виконавців співіснували в цей період з, і були настільки ж комерційно успішними, як і релізи ранніх виконавців гангста-репу, таких як Ice-T, Geto Boys та N.W.A, секс-репу від 2 Live Crew та Too Short, та орієнтованої на вечірки музики від таких виконавців, як Kid 'n Play, The Fat Boys, DJ Jazzy Jeff & The Fresh Prince та MC Hammer.
Окрім ліричного самовихваляння, хіп-хоп також використовувався як соціальний протест. Лірика того періоду часто привертала увагу до соціальних проблем, включаючи афроцентричний спосіб життя, вживання наркотиків, злочинність і насильство, релігію, культуру, стан економіки США та боротьбу сучасної людини. Свідомі та політичний хіп-хоп треки того часу були відповіддю на наслідки американського капіталізму та консервативну політичну економіку президента Рейгана. За словами Роуз Тріші, "У репі відносини між чорною культурною практикою, соціальними та економічними умовами, технологіями, сексуальною та расовою політикою, та інституційним контролем популярної сфери є складними і перебувають у постійному русі".
Також часто підкреслювався чорний націоналізм. Хіп-хоп виконавці часто говорили про міську бідність та проблеми алкоголю, наркотиків і банд у своїх громадах. Найвпливовіша пісня Public Enemy, "Fight the Power", вийшла саме в цей час; пісня звертається до уряду, проголошуючи, що люди в гетто мають свободу слова та права, як і кожен інший американець.

### Телебачення
Науково-фантастичний драматичний серіал Netflix "Дивні дива" є популярним прикладом телебачення, яке використовує та викликає ностальгію за 1980-ми, відображаючи молодість покоління X у 1980-ті. Їхні діти з покоління Z також відчувають ностальгію за 80-ми, оскільки вони, народжені після 80-х, отримують можливість відчути те, що їхні батьки з покоління X переживали у своїй молодості в 80-х. Музика 1980-х, що звучить у саундтреках "Дивних див", як-от Running Up That Hill Кейт Буш, здобула нову популярність після появи в четвертому сезоні "Дивних див" та TikTok. Інші пісні, що набули популярності завдяки "Дивним дивам", включають пісню Metallica Master of Puppets, Should I Stay or Should I Go гурту The Clash, Never Ending Story Limahl, Every Breath You Take гурту The Police, Time After Time Синді Лопер, Material Girl Мадонни, Africa гурту Toto, Can't Fight This Feeling гурту REO Speedwagon, Sunglasses at Night та Never Surrender Корі Харта, кавер-версію Heroes Пітера Гебріела, Pass the Dutchie гурту Musical Youth та Separate Ways (Worlds Apart) гурту Journey.

## Проблеми зі здоров'ям
Хоча попередні дослідження вказували на те, що ймовірність серцевих нападів знижувалася серед американців віком від 35 до 74 років, дослідження 2018 року, опубліковане в журналі Circulation Американської кардіологічної асоціації, виявило, що це не стосувалося молодшої половини цієї когорти (з урахуванням віку, у Покоління X не спостерігалося зниження ризику серцевих нападів порівняно з попередніми поколіннями). Дані 28 000 пацієнтів з усіх США, які були госпіталізовані з серцевими нападами між 1995 і 2014 роками, показали, що зростаюча частка пацієнтів була у віці від 35 до 54 років. Частка пацієнтів із серцевими нападами в цій віковій групі наприкінці дослідження становила 32%, порівняно з 27% на початку дослідження. Це збільшення найбільш помітне серед жінок, для яких цей показник зріс з 21% до 31%. Багато з тих, хто переніс серцеві напади, також мали високий кров'яний тиск, діабет та хронічну хворобу нирок. Ці зміни відбувалися швидше у жінок, ніж у чоловіків. Експерти пропонують кілька причин цього. Такі стани, як ішемічна хвороба серця, традиційно розглядаються як проблема чоловіків, тому жінки-пацієнтки не вважаються групою високого ризику. Частіше, ніж у попередніх поколіннях, жінки Покоління X є одночасно основними піклувальницями своїх сімей і працюють повний робочий день, що зменшує час на себе.

## Нащадки
Покоління X зазвичай є батьками Покоління Z,, а іноді й міленіалів. Джейсон Дорсі, який працює в Центрі вивчення поколінь, зазначив, що як і їхні батьки з Покоління X, представники Покоління Z зазвичай є автономними та песимістичними. Вони потребують менше підтвердження (валідації), ніж міленіали, і зазвичай стають фінансово грамотними в більш ранньому віці, оскільки багато їхніх батьків зазнали повного удару Великої рецесії.